# Frontière entre la Belgique et le Luxembourg
La frontière entre la Belgique et le Luxembourg est la frontière séparant, sur 148 kilomètres, la Belgique et le Luxembourg. C'est l'une des frontières intérieures de l'espace Schengen. 

## Description
Elle démarre au point d'intersection des frontières de la Belgique, du Luxembourg et de la France (situé dans les communes respectives d’Aubange, Pétange et Mont-Saint-Martin) pour se terminer au point d'intersection des frontières de la Belgique, du Luxembourg et de l'Allemagne, situé dans les communes respectives de Burg-Reuland, Clervaux et Sevenig.
Cette frontière est balisée par 507 bornes, dont 286 en fonte, ayant un numéro et les armoiries des deux pays. En réalité, il y a 287 bornes en fonte, dont deux avec le numéro 1, une pour la Belgique et l'autre pour le Grand-Duché, séparées de trois mètres. Ces bornes sont reconnaissables par leur pointe sommitale et sont presque identiques à celles de la frontière entre la Belgique et les Pays-Bas. De nombreuses bornes sont perforées par des impacts de balles, grenades et obus, témoignages des deux conflits mondiaux (notamment de la bataille des Ardennes durant la Seconde Guerre mondiale).

## Histoire
La frontière est apparue à la suite de l'indépendance de la Belgique vis-à-vis des Pays-Bas, le 4 octobre 1830. Le Grand-duché de Luxembourg, traité comme une simple province par le roi grand-duc Guillaume Ier d'Orange-Nassau malgré son statut d'État membre de la Confédération germanique, avait majoritairement pris parti pour la révolution belge et le libéralisme qu'elle promettait, et seule la forteresse de Luxembourg, dans laquelle était stationnée une garnison prussienne, échappait au contrôle des nouvelles autorités belges ou pro-belges. Mais le 26 juin 1831, le Traité des XVIII articles signé à Londres décida de partager le Luxembourg entre son « propriétaire », le roi grand-duc, et le nouvel État belge.[réf. nécessaire] C'est le traité des XXIV articles, qui donne à la Belgique la partie romane (francophone) du Luxembourg ainsi que la région d'Arlon (l'Arelerland), pourtant de dialecte francique occidental (moyen-haut-allemand), ceci pour soustraire au contrôle de la Confédération germanique la route venant de Longwy (F) et passant par Arlon et Martelange pour se diriger, après Bastogne, soit vers Liège, soit vers Bruxelles. Ce traité ne sera toutefois pas appliqué car la guerre belgo-néerlandaise faisait encore rage. Il fallut attendre la paix en 1833 puis un deuxième traité, le traité des XXIV articles du 19 avril 1839 pour que les frontières soient fixées. Selon Jean Stengers, il s'agit là du premier tracé de frontière selon le principe des nationalités (des langues, en fait), même si ce principe n'a pas été respecté sur toute la longueur de la frontière. Les diplomates autrichiens et prussiens tenaient en effet à inclure dans la Confédération germanique les territoires habités par des populations de langue allemande (au sens large).
À la suite de l’annexion par la Belgique des cantons de l'Est ci-devant prussiens, en vertu du Traité de Versailles en 1919, la frontière belgo-luxembourgeoise au nord du Grand-Duché est matérialisée sur le terrain par des bornes en pierre, numérotées de 52 à 75 dans les cantons de l'Est. Ces bornes frontières belgo-prussiennes forment, depuis leur implantation sur l'ancienne frontière entre la Belgique et la Prusse, la frontière grand-ducale avec la province de Luxembourg et avec les cantons de l'Est (province de Liège) en Belgique.

## Passages

### Points de passages routiers
Il existe de nombreux points de passages routiers traversant la frontière. Le tableau ci-dessous reprend ceux concernant les routes européennes, du nord au sud.
| Route européenne | Route de Belgique | Villes desservies                        | Point de passage | Villes desservies               | Route du Luxembourg |
| ---------------- | ----------------- | ---------------------------------------- | ---------------- | ------------------------------- | ------------------- |
| E 421            |                   | Aix-la-Chapelle - Saint-Vith             | Wemperhardt      | Luxembourg                      |                     |
| E 25             |                   | Liège - Bastogne - Arlon                 | Kleinbettingen   | Luxembourg - Metz - Saint-Avold |                     |
| E 44             |                   | Le Havre - Amiens - Charleville-Mézières | Pétange          | Luxembourg - Trèves - Coblence  |                     |

### Points de passage ferroviaires
La frontière est traversée par trois lignes de chemin de fer, une à l'extrême nord et deux à l'extrême sud, dont une se divise en deux au passage de la frontière. La ligne belge 162 est électrifiée en 3 kV CC ; toutes les autres, y compris toutes les lignes luxembourgeoises, sont en 25 kV 50 Hz.
| Ligne belge | Villes desservies       | Gare frontière belge | Gare frontière luxembourgeoise | Villes desservies                         | Ligne luxembourgeoise | Remarques                                                       |
| ----------- | ----------------------- | -------------------- | ------------------------------ | ----------------------------------------- | --------------------- | --------------------------------------------------------------- |
| 42          | Liège                   | Gouvy                | Troisvierges                   | Ettelbruck, Luxembourg                    | 1                     | ancienne ligne Pays-Bas – Suisse – Italie par l'Alsace-Lorraine |
| 162         | Bruxelles, Namur, Arlon | Arlon, (Sterpenich)  | Kleinbettingen                 | Luxembourg                                | 5                     |                                                                 |
| 167         | Athus                   | Athus                | Rodange                        | Esch-sur-Alzette, Bettembourg, Luxembourg | 6j                    |                                                                 |
| 165/1       | Dinant, Libramont       | Aubange              | Rodange                        | Esch-sur-Alzette, Bettembourg, Luxembourg | 6g                    |                                                                 |

## Galerie
Bornes no 1 en fonte entre Athus (B) - Mont-Saint-Martin (F) - Rodange (L), en 49° 32′ 45″ N, 5° 49′ 05″ E.

Borne no  52 en pierre : Allemagne-Luxembourg-Belgique, en 50° 07′ 45″ N, 6° 08′ 15″ E.

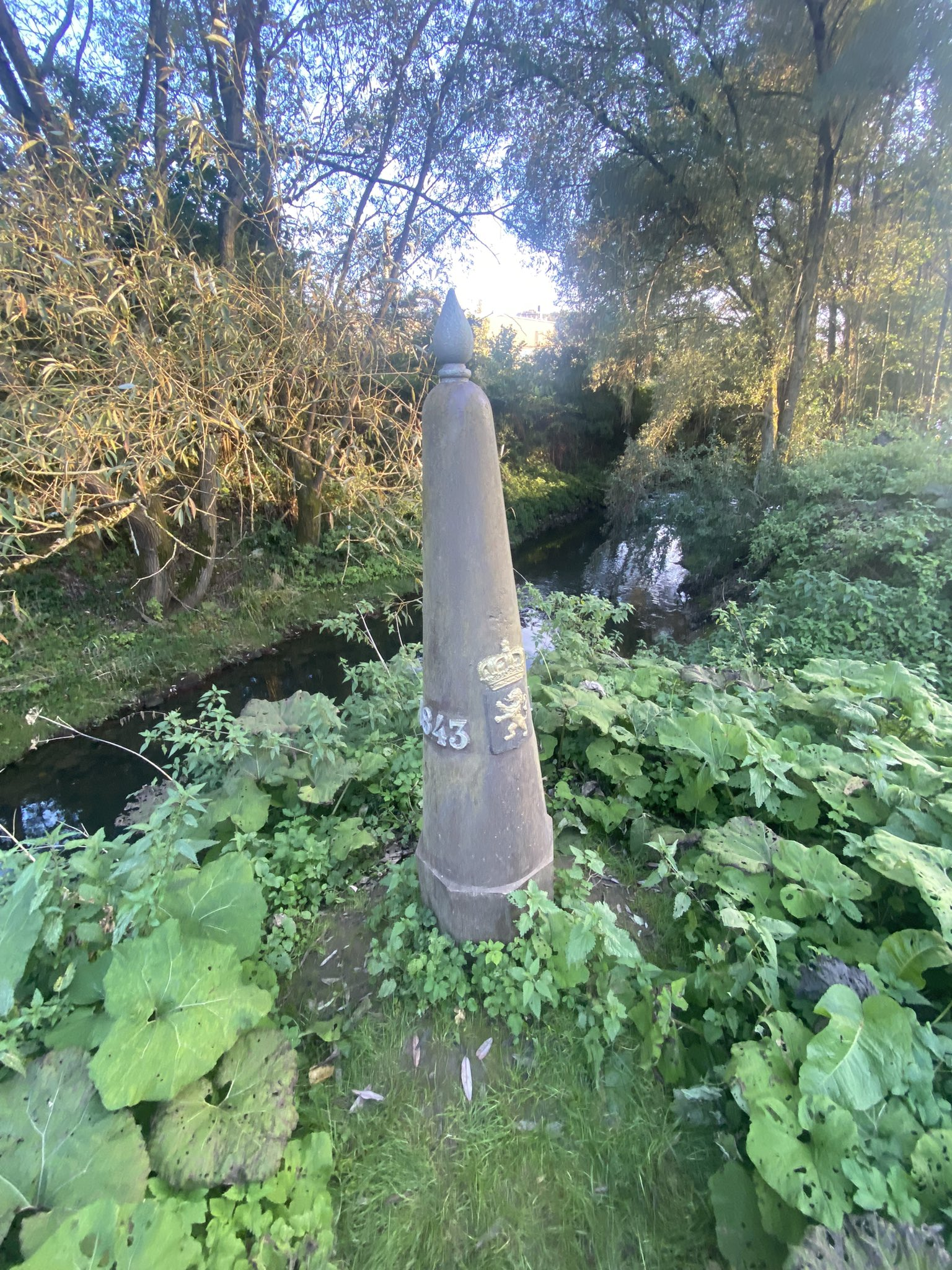
Borne no 1 belge au tripoint B-F-L
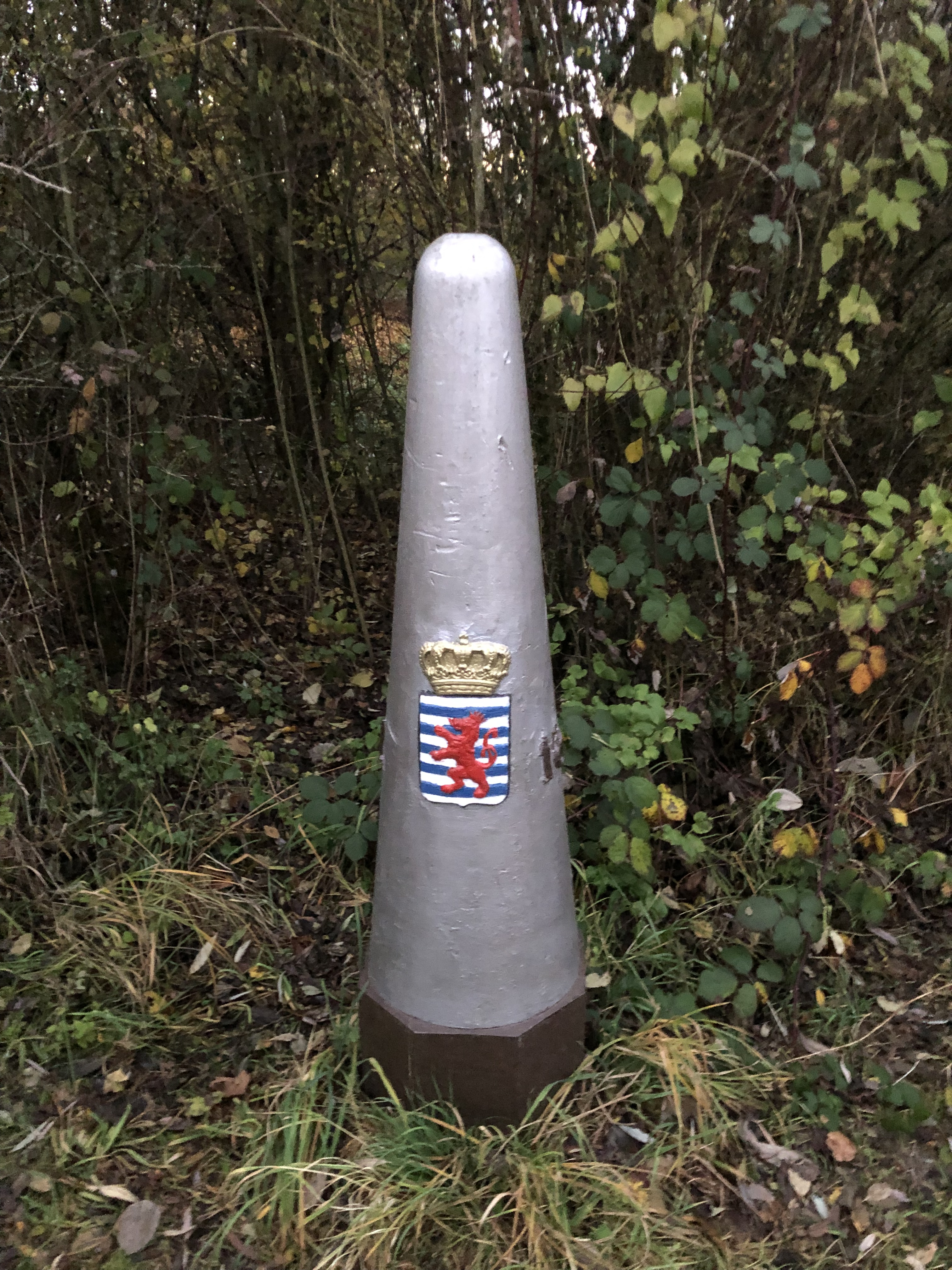
Borne no 1 luxembourgeoise au tripoint B-F-L
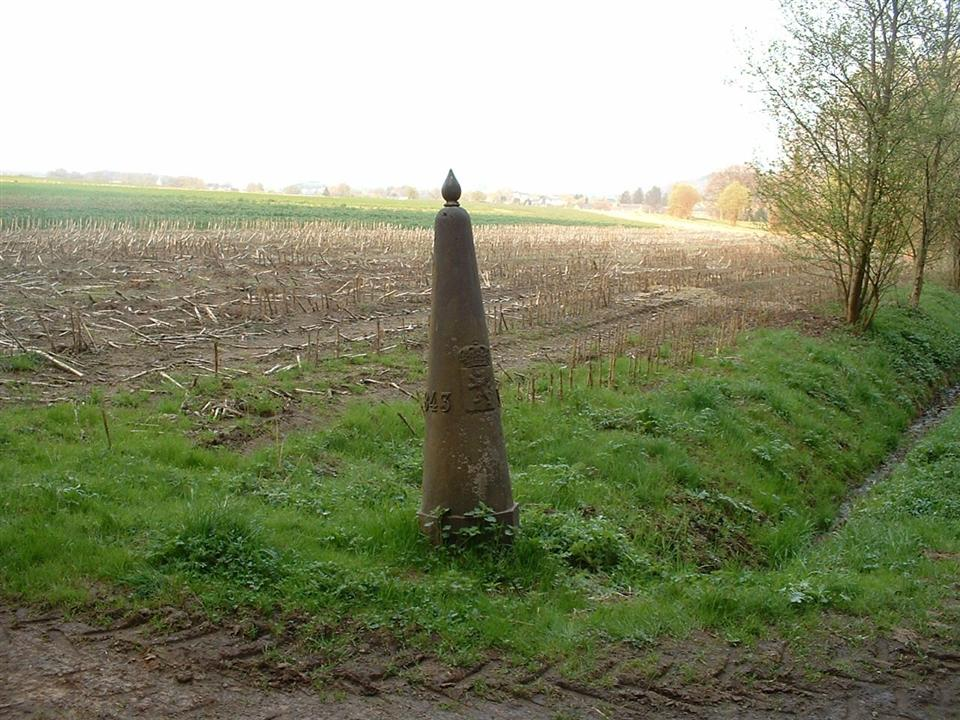
Borne no  121 entre Oberpallen et Tontelange
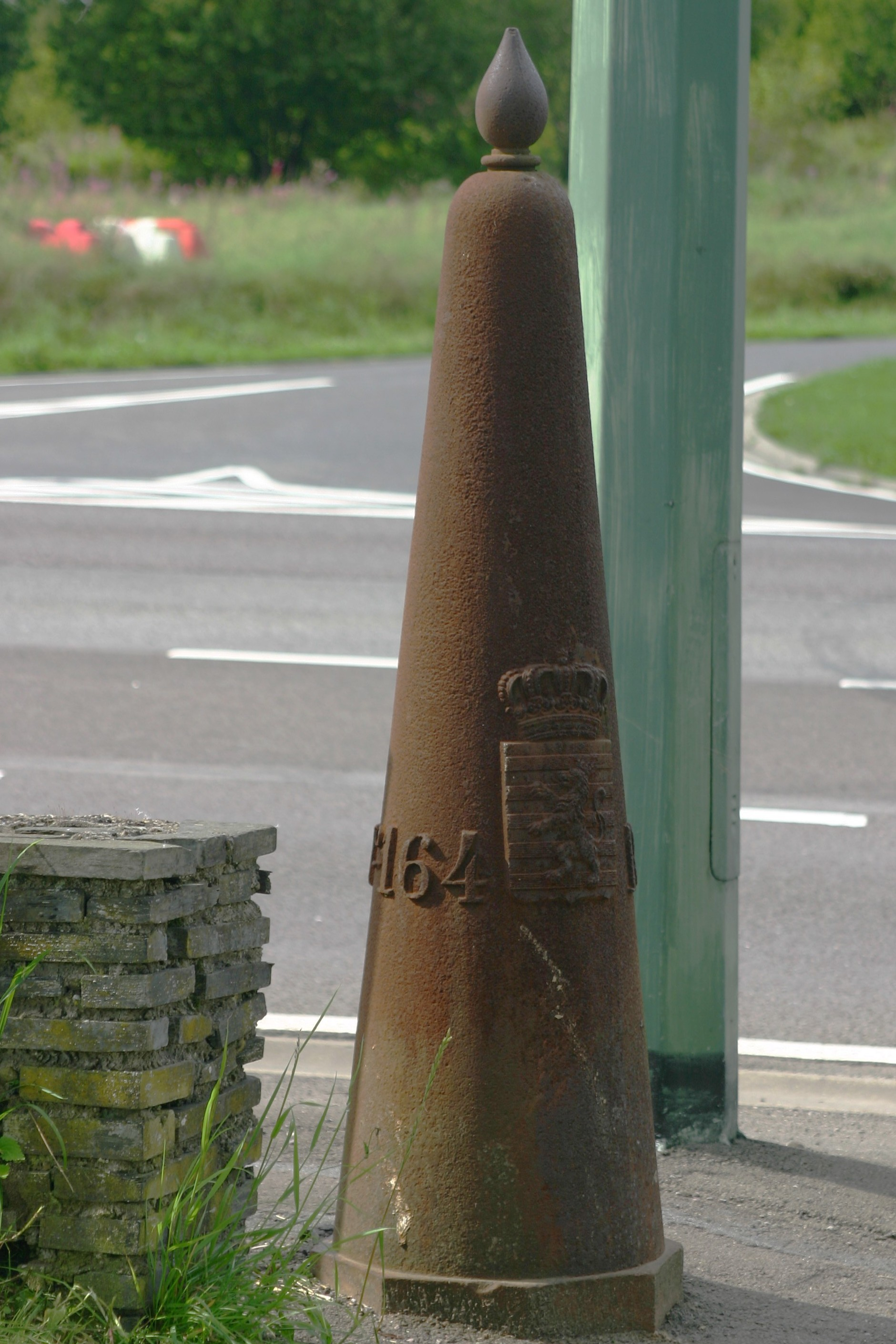
Borne no 164
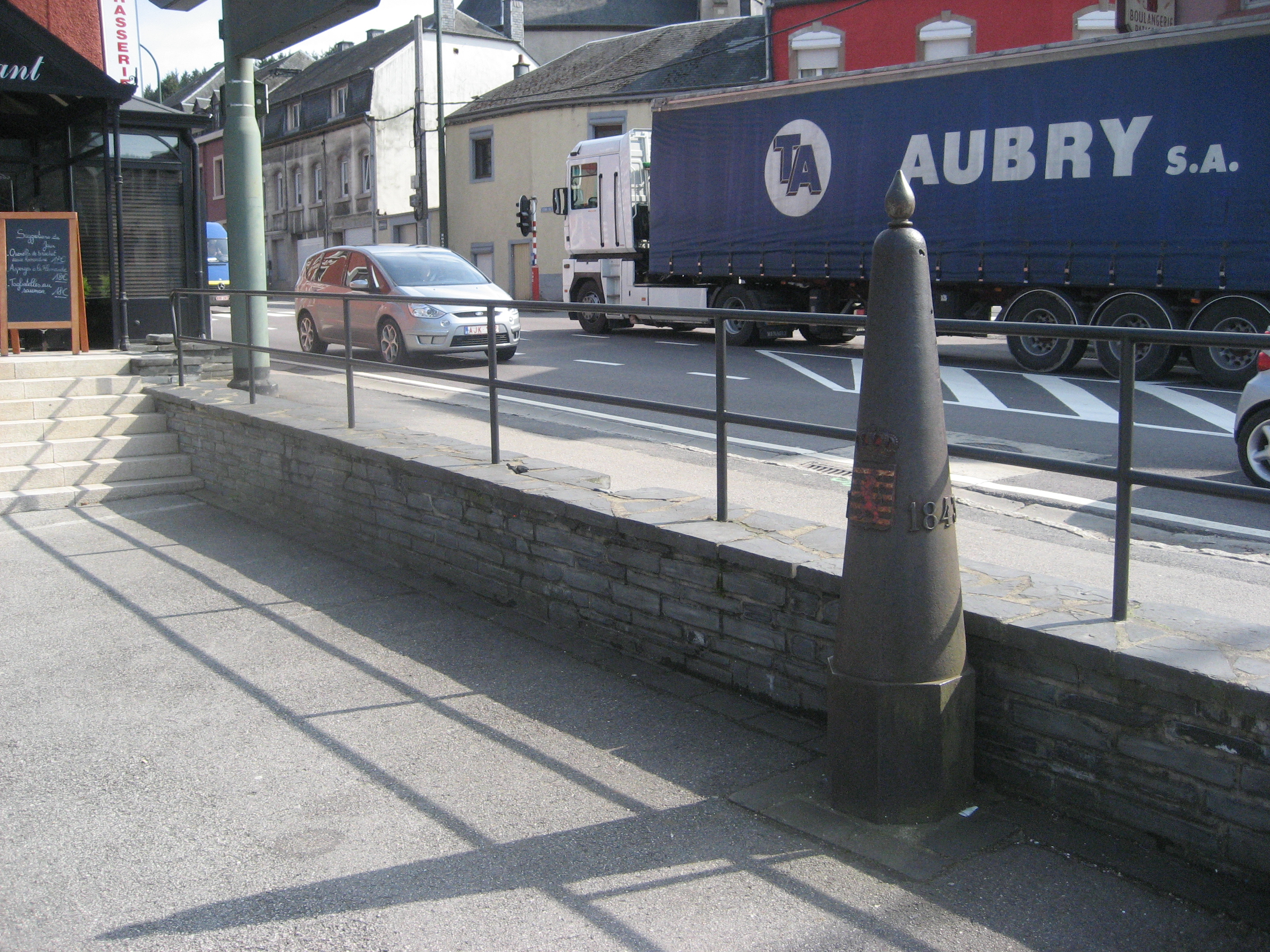
Martelange
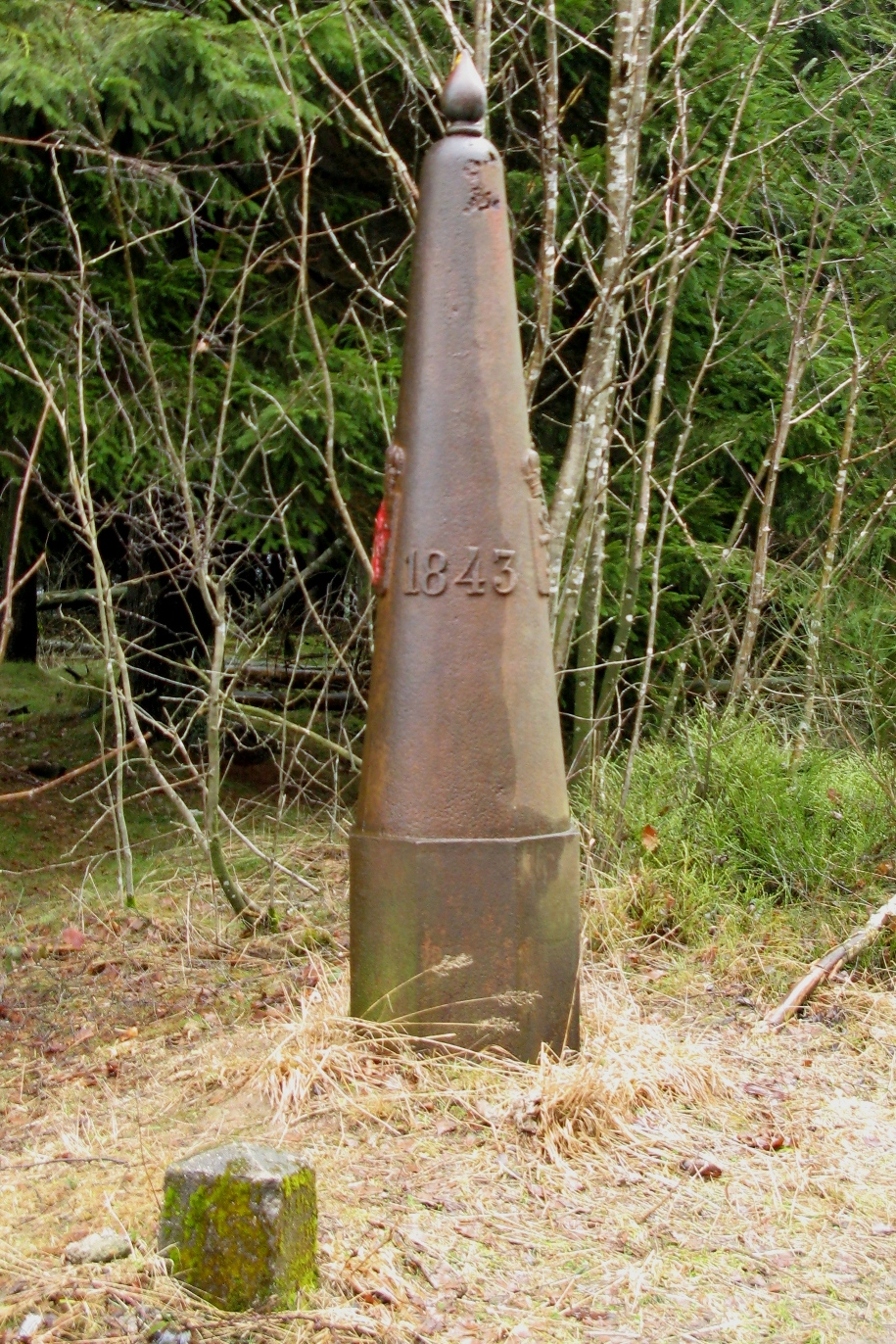
Borne no 284
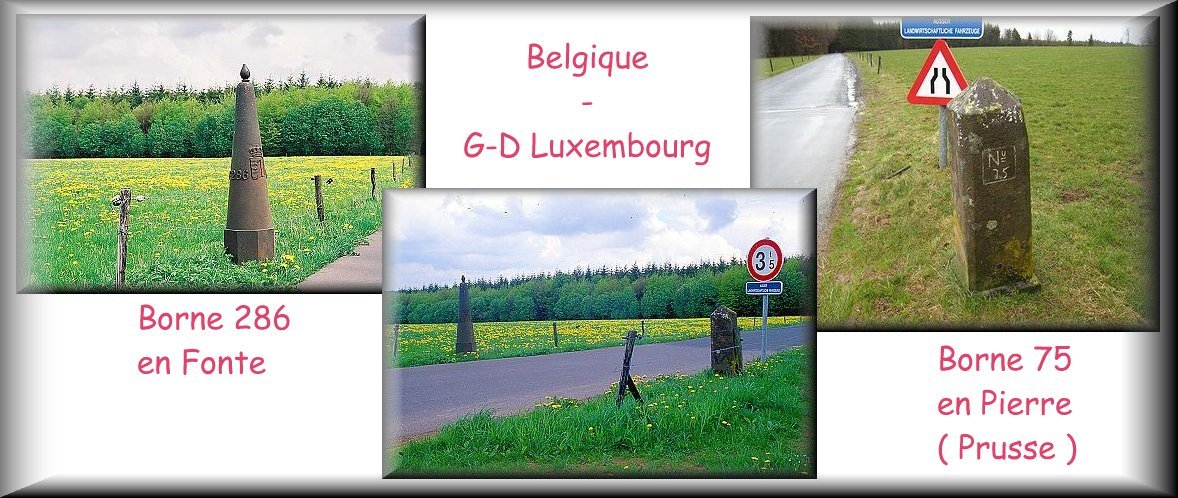
Anciennement Belgique-Luxembourg-Prusse (borne no 286), mais depuis 1919 borne no 75 (pierre)
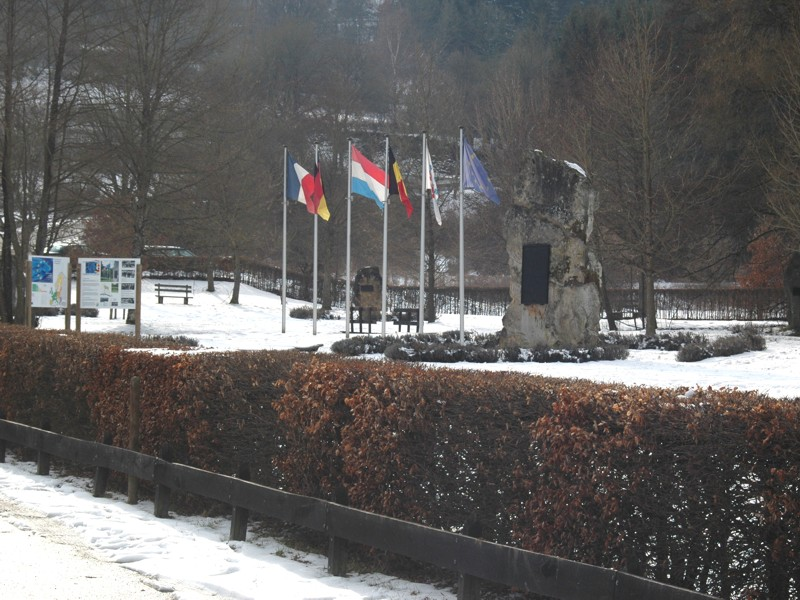
Trois frontières : Allemagne-Luxembourg-Belgique (bornes no 52 en pierre)
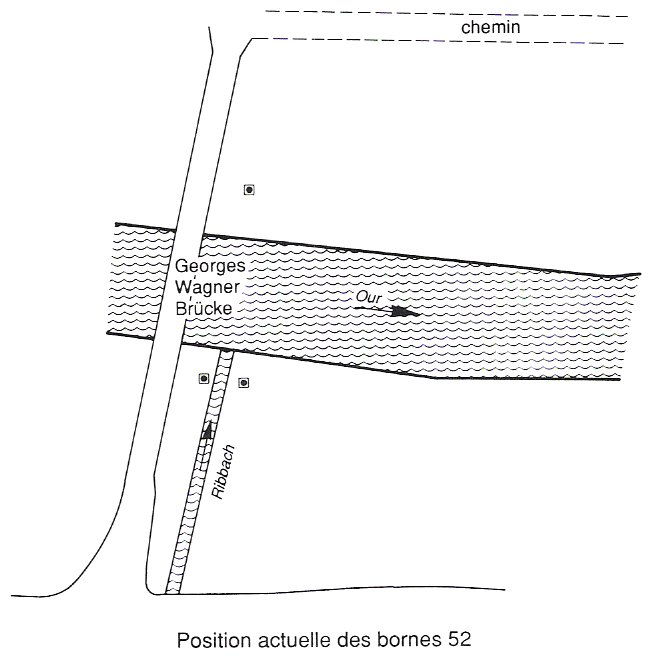
Trois bornes pour déterminer le point dans la rivière Our (bornes no 52)

### Ouvrages
- Jos Goergen, Bornes frontières entre la Belgique et le Grand-Duché de Luxembourg (ISBN 978-2-87996-650-2).
- Anne et Jean De Bruyne, À propos de frontières et de bornes, Dexia Banque, coll. « Bulletin du Crédit Communal de Belgique » (no 191), 1995.